# Gudinggrund
Gudinggrund är öar nära Skäriråsen i Nagu,  Finland. De ligger i Skärgårdshavet eller Norra Östersjön i Pargas stad i landskapet Egentliga Finland, i den sydvästra delen av landet. Öarna ligger omkring 5 kilometer öster om Skäriråsen, 43 kilometer söder om Nagu kyrka, 75 kilometer söder om Åbo och omkring 170 kilometer väster om Helsingfors. Närmaste allmänna förbindelse är förbindelsebryggan vid Borstö som trafikeras av M/S Nordep.
Arean för den av öarna koordinaterna pekar på är 0,5 hektar och dess största längd är 140 meter i nord-sydlig riktning. Det finns inga samhällen i närheten.